# Alexios I. Komnenos
Alexios I. Komnenos (1048 – 15. srpna 1118) byl byzantským císařem v letech 1081 až 1118 a zakladatelem dynastie Komnenovců. Alexios projevil své výjimečné státnické, vojenské a diplomatické schopnosti za velice dramatických okolností na konci 11. století, kdy byla byzantská říše svírána vážným vnějším nebezpečím ohrožujícím samotnou existenci státu. Musel se vypořádat s několika vnitřními povstáními a také s náporem Normanů, Pečeněgů a Seldžuků. Za jeho panování byla uspořádána první křížová výprava, jíž využil ke znovudobytí části území, o něž byla byzantská říše připravena seldžuckými Turky po bitvě u Mantzikertu. Třebaže především první polovina jeho vlády byla vyplněna bojem o přežití Byzance, svému synovi zanechal konsolidovanou a územně rozšířenou říši. Zahájil rovněž obnovu armády a financí, čímž přispěl k nastolení nového období mocenského a kulturního vzestupu.

## Život

### Před nástupem na trůn
Alexios se narodil patrně v roce 1048 jako třetí syn kuropalata Ioanna Komnena, jehož bratr Izák I. Komnenos vládl byzantské říši v letech 1057 až 1059. Alexiovou matkou byla mimořádně cílevědomá Anna Dalassena, vychovávající všechny své syny ve víře, že jednoho dne dosáhnou císařské koruny. Jako příslušník rodu Komnenovců, jenž náležel mezi význačné zástupce maloasijské aristokracie, se Alexios podobně jako ostatní vojenští magnáti zasazoval za přijetí účinnějších obranných opatření proti seldžuckým Turkům útočícím v šedesátých letech 11. století na byzantské provincie v Malé Asii. Alexios doprovázel císaře Romana IV. Diogena při tažení proti seldžuckému sultánovi Alp Arslánovi, který v roce 1071 Romana přemohl a zajal v bitvě u Mantzikertu. Po Romanově propuštění se Alexios a jeho starší bratr Izák přiklonili na stranu císaře Michaela VII. Duky. Ten poslal oba bratry proti povstalému žoldnéři Rousselu de Bailleul, usilujícímu o vytvoření nezávislého normanského státu v centrální Anatolii. V boji proti němu se Alexios osvědčil jako zdatný vojevůdce, jenž vynikal výjimečnou důmyslností a lstivostí. V roce 1074 Roussela de Bailleul porazil a zajal, načež ho odvedl v řetězech do Konstantinopole.
Vláda Michaela VII. se vyznačovala mnoha uzurpacemi a povstáními, i přes to zachovával Alexios císaři věrnost. Když se Michaelovo postavení nakonec ukázalo v důsledku vzpoury Nikefora Botaneiata beznadějné, Alexios pohotově přešel na stranu vítězného uzurpátora, který se v březnu 1078 stal císařem jako Nikeforos III. Autorita nového vládce byla ale brzy otřesena pokračujícími vzpourami. Jeho nejnebezpečnějším protivníkem byl Nikeforos Bryennios, někdejší správce Dyrrhachia. Alexios byl císařem ustaven do hodnosti nobilissimos a dále byl pověřen funkcí parakoimomenos. Pak byl vyslán v čele vojska proti Bryenniovi, jehož během několika měsíců porazil. Botaneiatova závislost na Alexiově podpoře ještě vzrostla poté, co Alexios v roce 1079 potlačil na Balkáně povstání Nikefora Basilakia. Císař ho za to obdařil titulem sebastos, ačkoli Alexiovy vojenské schopnosti v něm vzbuzovaly rostoucí podezřívavost. Sedmdesátiletý Botaneiates nedokázal upevnit rozkolísanou říši a zastavit postup seldžuckých Turků, v jejichž moci se do roku 1080 ocitlo takřka veškeré byzantské území od Helléspontu až po Kilíkii. Neschopnost čelit tomuto nepříznivému vývoji činila císaře stále více neoblíbeným. Naproti tomu popularita Alexia, který byl vnímán jako jediný možný zachránce říše, stoupala.
Na počátku roku 1078 se Alexios oženil s Irenou Dukainou, vnučkou caesara Ioanna Duky nepřátelsky naladěného vůči Botaneiatovi. Tímto sňatkem si Alexios zabezpečil podporu Duků, nejvlivnější a nejbohatší rodiny v říši. K Dukům měla blízko rovněž císařovna Marie z Alanie, někdejší choť Michaela VII., po jehož sesazení se provdala za Botaneiata. Alexiovi se podařilo získat císařovninu náklonnost, přičemž kolovaly zvěsti o tom, že byl jejím milencem. V roce 1080 byl Marií adoptován, proti čemuž Botaneiates nijak neprotestoval. Krátce nato byl Alexios spolu se svým bratrem určen za velitele vojska, jež mělo být odesláno do Anatolie proti Seldžukům. Armáda se shromažďovala v Tzurulu nedaleko Konstantinopole. Alexios, podporovaný vlivným magnátem Georgiem Palaiologem, požádal o pomoc Ioanna Duku a v polovině února 1081 bylo ujednáno, že se stane novým císařem na místo neschopného Botaneiata. Poté, co se vzbouřené vojsko přiblížilo k branám Konstantinopole, uplatil Palaiologos jednotku germánských strážců hlídajících hradby. Povstalci následně vnikli do města, jež bylo neukázněnými Alexiovými vojáky vydrancováno. Na asijském břehu Bosporu se mezitím nacházel Nikeforos Melissenos, jiný vzbouřený velitel, jednající ve shodě s Alexiem. 1. dubna 1081 Nikeforos III. Botaneiates abdikoval a o tři dny později byl Alexios korunován císařem.

### Uchopení moci

Byzantská říše kolem roku 1081

Jakmile si Alexios zajistil vládu, vyvstaly před ním naléhavé problémy říše nalézající se v žalostném stavu. Avšak dříve, než se mohl plně věnovat stabilizaci ohroženého státu, došlo mezi ním a jeho stoupenci z řad Duků k vážné roztržce, jejíž příčiny tkvěly ve vztahu Alexia a Marie z Alanie. Alexios dovolil bývalé císařovně, aby setrvala v císařském paláci Bukoleon, zatímco jeho patnáctiletá manželka Irena byla spolu se svými příbuznými umístěna do menšího a nížeji položeného paláce, což mezi Duky vyvolalo pobouření. Georgios Palaiologos, Irenin švagr, se v tomto okamžiku vzepřel proti císaři a žádal, aby Irenino jméno bylo vojáky vyvoláváno před Alexiovým. Konstantinopolí se navíc šířily řeči o tom, že se Alexios hodlá s Irenou rozvést a uzavřít sňatek s Marií, jež by se tak stala manželkou již třetího císaře. Za tímto záměrem nepochybně stála císařova matka Anna Dalassena, která Duky nenáviděla a snažila se je zbavit jejich moci.
1. května 1081 korunoval konstantinopolský patriarcha Kosmas pouze Alexia, jenž odmítl účast své manželky na korunovační ceremonii. Když však Anna vyzvala patriarchu k odstoupení, postavil se Kosmas na stranu Duků. Za těchto okolností musela Anna Dalassena svým soupeřům ustoupit. Sedm dnů po Alexiovi byla Irena korunována císařovnou, čímž byly snahy Anny Dalasseny ohledně možné svatby Marie a Alexia zmařeny. Císařova matka si ale i nadále uchovávala značný vliv na chod dvora, jelikož Alexios se bezvýhradně řídil jejím míněním a radami. Během dlouhých období císařovy nepřítomnosti z důvodu válečných tažení pak vykonávala skutečnou vládu nad říší. Protože titul caesara byl přislíben Nikeforu Melissenovi, byl císařův bratr Izák obdařen nově vytvořenou hodností sebastokrator.
Marie z Alanie nakonec opustila císařský palác, nicméně ještě před tím si vymínila, aby Konstantin Dukas, její syn z manželství s Michaelem VII., byl ustaven Alexiovým spolucísařem. Alexios později Konstantina Duku zasnoubil se svojí prvorozenou dcerou Annou a tím bylo zaručeno Konstantinovo postavení císařova nástupce. Ovšem po narození Alexiova syna Jana v roce 1087 bylo Annino zasnoubení s Konstantinem zrušeno. Alexios se poté odvrátil od Marie, která byla přinucena odejít do kláštera. Zároveň byl Konstantin Dukas zbaven titulu spolucísaře, přesto i potom udržoval s císařskou rodinou dobré vztahy.

### Válka s Normany
Koncem května 1081 vyplula z jižní Itálie směrem k západnímu pobřeží Balkánu mocná normanská flotila. Jejím velitelem byl Robert Guiscard, vévoda Apulie a Kalábrie, jehož cílem nebylo nic menšího než podrobení Byzance. Robertova dcera Helena byla zasnoubena za Konstantina Duku, po sesazení Michaela VII. Byla ale poslána do kláštera, čehož se Robert chopil jako záminky k tažení na východ. Po dobytí ostrova Kerkýra připlulo normanské loďstvo k výtečně opevněnému městu Dyrrhachium (dnešní Durrës), představujícímu klíč k západní části byzantské říše. Alexios si byl vědom, že jeho vlastní síly nejsou dostačující k odražení Normanů, proto se obrátil na Benátčany. Ti se normanskou expanzí cítili stejně ohrožení jako Byzantinci, takže k Dyrrhachiu vypravili svoji flotilu. V nastalém námořním střetu byli sice Normané poraženi, to však Robertovi nezabránilo v pokračování pozemního obléhání Dyrrhachia.V polovině října přitáhl Alexios v čele svého vojska k městu, načež došlo k bitvě, v níž byla byzantská armáda, sestávající výhradně ze žoldnéřů, především Turků a Anglosasů, zcela rozdrcena. Dyrrhachium se i přes porážku dokázalo udržet ještě řadu měsíců a teprve v únoru 1082 bylo Robertem obsazeno. V rukou Normanů se brzy ocitl celý Epirus a zdálo se, že nic nemůže zadržet jejich postup na Konstantinopol.

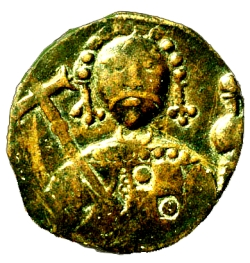
Robert Guiscard

Nicméně na jaře 1082 propuklo v Apulii a Kalábrii povstání podnícené Alexiem. V témže roce navíc římsko-německý král Jindřich IV. přitáhl opětovně před hradby Říma. Alexios uzavřel s Jindřichem spojenectví, za což německého vládce obdaroval enormní sumou 360 000 zlatých mincí a mnohými cennými předměty. Robert tudíž přenechal velení nad normanským vojskem svému synovi Bohemundovi z Tarentu a sám odcestoval zpět do Itálie. K vydržování žoldnéřů bylo zapotřebí velkého množství peněz, byzantská pokladna zela ovšem prázdnotou a císařovi poddaní byli až příliš zatížení stávajícími daněmi. Alexios musel proto přikročit k zabavení církevních pokladů. Z takto získaných prostředků byl schopen sebrat nové vojsko, jež však podlehlo Normanům v bitvách u Ioanniny a Arty. Bohemund se díky tomu zmocnil Makedonie a většiny Thesálie a na počátku roku 1083 přikročil k obléhání Larissy. Nezdolný Alexios přitáhl k městu s vojskem, které rozdělil na dvě části. V následném střetnutí předstírala většina byzantských vojáků pod velením Georgia Melissena ústup, čímž vylákala Normany ke stíhání. Alexios mezitím s menší částí svých mužů přepadl a vydrancoval nepřátelský tábor. V důsledku toho byl Bohemund přinucen upustit od dalšího dobývání Larissy a stáhnout se na sever. Nedlouho nato se demoralizovaní Normané i s Bohemundem přeplavili zpět do jižní Itálie, přičemž téměř všechno území jimi dříve ovládnuté připadlo znovu Byzanci.
Robert se zatím vypořádal s povstalci a obrátil se proti Římu, který v květnu 1084 dobyl a strašlivě vyplenil. Na podzim téhož roku podnikl novou výpravu proti Byzanci. Při tom se opět utkal s benátským námořnictvem, jemuž tentokrát uštědřil u Kerkýry drtivou porážku. V průběhu zimy, jíž strávil v Řecku, vypukla v jeho vojsku rozsáhlá epidemie tyfu[nepřesný odkaz]. Při expedici na Kefalenii Robert onemocněl a 17. června 1085 zemřel. Tím byla bezprostřední hrozba pro byzantskou říši zažehnána, neboť Robertovi potomci a příbuzní se mezi sebou začali přít o své dědictví a jeho dalekosáhlé, ambiciózní plány na Balkáně pustili ze zřetele.
Benátské republice se za její pomoc Byzantincům dostalo od Alexia značných obchodních výsad. Podle zlaté buly vydané v květnu 1082 směli Benátčané na celém území říše nakupovat a prodávat zboží, aniž by museli platit clo a v samotné Konstantinopoli obdrželi vlastní čtvrť. Koncese udělená Alexiem vedla k položení pevných základů budoucí benátské koloniální moci na Východě a k znevýhodnění byzantských obchodníků, kteří nebyli schopni soupeřit s benátskou konkurencí.

### Vpád Pečeněgů
Jakmile se Byzantinci vypořádali s Normany, zakročil Alexios proti paulikiánům a bogomilům, stoupencům heretických sekt, obývajícím východní Balkán. V předchozích bojích s Normany paulikiáni dezertovali z byzantského vojska, kvůli čemuž se je Alexios rozhodl potrestat konfiskací jejich půdy. Toto opatření vyvolalo povstání v okolí města Philippopolis (Plovdiv). Vzbouřenci odrazili proti nim vyslanou císařskou armádu a poté se spojili s Pečeněgy, kočovníky turkického původu příchozími ze stepí jižní Ukrajiny. Na jaře 1087 se tak na severních hranicích říše objevilo nové vážné nebezpečí, když ohromné množství Pečeněgů a Kumánů překročilo Dunaj a napadlo Thrákii. Alexios se následně pokusil dobýt město Dorostolon (Silistra), avšak byl Pečeněgy přemožen a jen stěží unikl zajetí. Pouze vnitřní rozpory mezi nájezdníky ohledně rozdělení kořisti Byzanc dočasně uchránily od dalších pohrom.

Malá Asie před zahájením křížových výprav

Pečeněgové a paulikiáni nepředstavovali jedinou nepřátelskou moc, s níž se musel Alexios v těchto letech potýkat. Emír Tzachas, turecký vládce Smyrny, se v osmdesátých letech 11. století zmocnil řady byzantských měst na západním pobřeží Malé Asie. Posléze nechal vystavět silné loďstvo, s nímž si v letech 1089 až 1091 podrobil strategicky důležité egejské ostrovy Lesbos, Samos, Chios a Rhodos. Stejně jako Robert Guiscard i Tzachas usiloval o byzantský trůn a začal proto vyjednávat s Pečeněgy, kteří se v roce 1090 i přes houževnatou byzantskou obranu probili k samotné Konstantinopoli. V tomto kritickém okamžiku se Alexios uchýlil ke spojenectví s Kumány, s jejichž přispěním uštědřili Byzantinci 29. dubna 1091 Pečeněgům drtivou porážku v krvavé bitvě u Levunia, nedaleko ústí řeky Maricy. Vítězství výrazným způsobem pozvedlo morálku Byzantinců a posílilo postavení Alexia, který v Konstantinopoli oslavil velkolepý triumf. Byzantské úspěchy završilo loďstvo pod velením Konstantina Dalassena, jež v Propontidě zdolalo Tzachasovu flotilu. Hrozba tureckých námořních útoků byla odstraněna v následujícím roce, kdy byl Tzachas zavražděn v Nikaji sultánem Kilič Arslánem I.
Ačkoli Pečeněgové byli po nedávné porážce téměř vyhlazeni a nemohli Byzanc nijak ohrozit, Kumáni, někdejší Alexiovi spojenci, napadli v roce 1094 císařské území. Vedeni uchazečem o trůn prohlašujícím se za Konstantina Diogena, mrtvého syna císaře Romana IV., překonali pohoří Stara Planina a podnikli nájezd do východní Thrákie. Jejich vůdce byl však zabit u Adrianopole. Alexiovi se tím podařilo stabilizovat dunajskou hranici říše, takže se mohl začít věnovat přípravám k boji se Seldžuky.

### Seldžukové a vyjednávání s papežem
V Malé Asii se situace byzantské říše dramaticky zhoršovala po porážce u Mantzikertu v roce 1071. Seldžucký sultán Malik Šáh I. se necítil být vázán smlouvou, jíž uzavřel s Byzantinci jeho otec Alp Arslán, a pověřil Sulejmana ibn Kutlumiše, aby pokračoval v dobývání byzantských držav. Takřka celá Anatolie s výjimkou některých pobřežních oblastí byla v průběhu několika let ovládnuta nomádskými Turky, kteří si tuto zemi na rozdíl od Arabů trvale podmanili. Jejich postup byl navíc podstatně usnadněn nejednotností Byzantinců zapojujících turecké žoldnéře do vnitřních bojů. Sulejman se díky tomu zmocnil měst Nikaia a Nikomédie a v roce 1077 založil v Anatolii rúmský sultanát. Po Sulejmanovi se chopil vlády jeho syn Kilič Arslán I. Alexios musel po svém nástupu k moci postupně čelit invazi Normanů a Pečeněgů, naproti tomu seldžucký problém se nejevil být tolik naléhavý. Po smrti sultána Malik Šáha v roce 1092 se seldžucká moc začala rozpadat, neboť mezi sultánovými příbuznými vypukl konflikt, jenž vedl k rozdělení seldžucké říše do několika samostatných emirátů. Alexiovi se tím naskytla možnost opětovného ustavení byzantské kontroly nad Anatolií, nicméně stavy byzantského vojska byly v této době stále příliš nízké. Císař se tudíž musel i nadále opírat o žoldnéře, jejichž spolehlivost byla často velice pochybná.
Možnost k posílení svého vojska viděl Alexios v diplomatickém jednání s papežem, jehož prostřednictvím doufal v získání nových rekrutů. Vztahy mezi Byzancí a Římem byly však na počátku Alexiova panování více než napjaté, jelikož papež Řehoř VII. exkomunikoval Alexia, jehož nepovažoval za legitimního císaře. Po Řehořově úmrtí v roce 1085 se jeho nástupce, Urban II., snažil dospět k usmíření s východními křesťany a o čtyři roky později zrušil Alexiovo vyobcování z církve. Koncem roku 1094 předali členové papežského poselstva císařovi v Konstantinopoli oficiální pozvání na chystaný koncil v Piacenze. Alexios se chopil nabízející se příležitosti a vyslal do Piacenzy své emisary, kteří v březnu 1095 požádali Urbana o vojenskou pomoc v boji proti seldžuckým Turkům. Urban ovšem neměl v úmyslu poslat Alexiovi pomocné sbory, jak císař očekával, nýbrž jeho plány měly mnohem rozsáhlejší charakter. V témže roce se konal koncil ve francouzském Clermontu, na němž Urban využil Alexiovy žádosti a 24. listopadu 1095 vyzval ke svatému tažení na Východ a k vysvobození Jeruzaléma z nadvlády muslimů. Toto papežovo prohlášení se stalo podnětem k zahájení křížových výprav.

### První křížová výprava

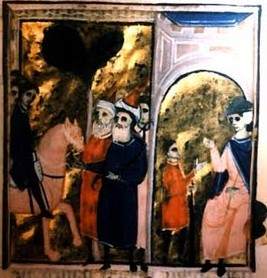
Císař vítá křižácké vůdce

Výzva Urbana II. našla širokou odezvu mezi nižšími vrstvami západoevropské společnosti. První vlnu křižáků vedenou fanatickým kazatelem Petrem Poustevníkem a rytířem Gautierem Sans-Avoir tvořilo asi 40 000 chudých Francouzů a Němců. Na počátku léta 1096 došly neuspořádané a neukázněné davy této lidové křížové výpravy k Bělehradu, kde se zapletly do sporu, jenž vyústil ve vyplenění města. Během dalšího pochodu chtěli křižáci vydrancovat také Naissos (Niš), v čemž jim zabránil místní císařský místodržící. V nastalém boji přišla o život asi čtvrtina účastníků výpravy. Ostatní dosáhli v srpnu Konstantinopole, načež bylo toto neobvyklé vojsko na Alexiův rozkaz přepraveno císařským loďstvem do Malé Asie. Křižáci se utábořili na místě zvaném Kibotos, odkud podnikali nájezdy do okolní krajiny. Francouzi pustošili v blízkosti Nikaji, zatímco Němci obléhali a posléze dobyli město Xerigordon. Mezitím se ale přiblížilo seldžucké vojsko sultána Kilič Arslána, jež v říjnu obě skupiny křižáků zmasakrovalo.
Skutečné křižácké vojsko složené z vybraných šlechticů a rytířů se začalo v západní Evropě shromažďovat v létě 1096. Třebaže žádný z předních evropských monarchů se připravované první křížové výpravy nezúčastnil, stanula v čele tažení celá řada význačných princů, vévodů a hrabat. Od konce roku 1096 křižáci postupně přicházeli ke Konstantinopoli, kde od nich Alexios vyžadoval složení lenní přísahy a slib vrácení někdejších byzantských měst a území, což se vztahovalo pouze na nedávno ztracené části Malé Asie. Ohledně Sýrie a Palestiny se císař spokojil s uznáním byzantské svrchovanosti. Za to se Alexios zavazoval poskytovat křižákům všestrannou vojenskou a materiální podporu během výpravy. Prvním příchozím byl Hugo z Vermandois, po němž následovali Godefroy z Bouillonu a Balduin z Boulogne. Ti se na rozdíl Huga zdráhali přistoupit na Alexiovy podmínky. Když jim císař v reakci na to omezil zásobování, začali křižáci drancovat poblíž metropole. Kombinace výhrůžek a přesvědčování v podání Alexia nakonec slavila úspěch, neboť pravděpodobnému střetu mezi křižáky a Byzantinci předešel Godefroy vykonáním slibu. V dubnu přibyl do Konstantinopole Bohemund z Tarentu se svým synovcem Tankredem. Ačkoli v minulosti byl Bohemund zarputilým nepřítelem Alexia, nyní se mu v zájmu zdaru výpravy bez váhání poddal. Nedlouho po Bohemundovi přitáhl Raimond z Toulouse, jehož vojsko se nevyznačovalo přílišnou ukázněností a bylo tudíž napadeno a zpacifikováno Pečeněgy sloužícími v byzantském vojsku. Jako poslední dorazil Robert Normandský společně se Štěpánem z Blois a Robertem Flanderským.

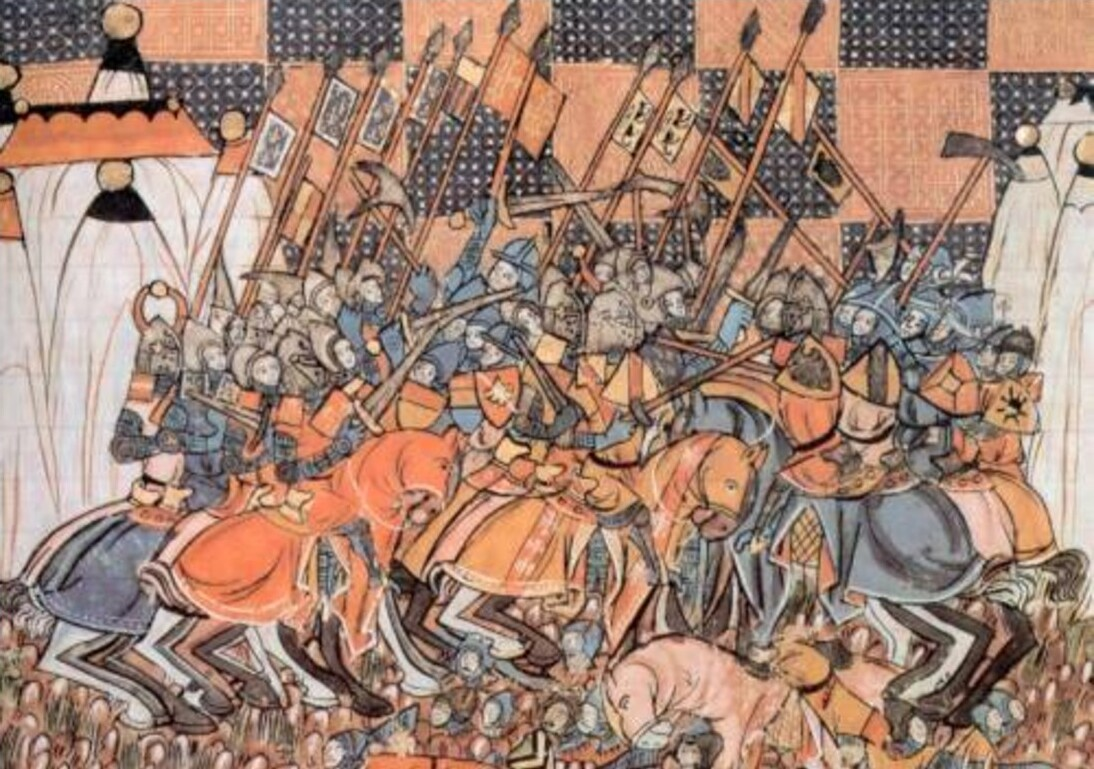
Bitva u Dorylaia

Poté, co bylo křižácké vojsko přepraveno do Asie, oblehlo seldžucké hlavní město Nikaiu. Kilič Arslán přerušil kvůli tomu tažení proti Danišmendovcům a spěchal bránit svoji rezidenci, avšak i přes sultánův útok na křižácké vojsko se Nikaia v červnu 1097 vzdala Alexiovi. Po tomto vítězství vyrazili křižáci do nitra Anatolie, vstříc městu Dorylaion (poblíž nynějšího Eskişehiru), přičemž je doprovázel byzantský oddíl pod velením generála Tatikia. Kilič Arslán se pokusil křižáky rozdrtit, nicméně byl poražen v bitvě u Dorylaia a donucen k ústupu na východ. Křižáci prošli téměř bez odporu celou Malou Asií, kde se zmocnili několika významných měst, včetně Ikonia (dnešní Konya) a Kaisareie (Kayseri), jež se ale do roku 1101 ocitla znovu v moci Turků. Alexios využil porážky Seldžuků u Dorylaia k obnovení byzantské kontroly nad západní částí Malé Asie. Byzantští velitelé si podrobili Iónii a egejské ostrovy a do konce roku 1097 ovládli taktéž Smyrnu a lýdská města Sardy, Philadelphii (Alaşehir) a Laodikeiu (nedaleko Denizli). Anna Komnena, Alexiova dcera, připisovala tyto zisky Alexiově obratné politice a diplomacii, ovšem latinští historikové křížových výprav je přičítali spíše císařově věrolomnosti a falešnosti. Po dlouhém a velice namáhavém obléhání padla v červnu 1098 do rukou křižáků Antiochie. Protože několik měsíců před obsazením města opustil Tatikios s Byzantinci křižácké vojsko, prohlásil Bohemund, který se přes protesty Raimonda z Toulouse ujal vlády nad Antiochií, že křižáčtí vůdcové byli zproštěni povinnosti zachovávat věrnost císaři. Alexios se v březnu 1099 domáhal odevzdání města a i v následujících letech vytrvale usiloval o jeho získání. V červnu 1099 dosáhli křižáci, oslabení rozpory mezi svými veliteli, Jeruzaléma, načež 15. července téhož roku po několikatýdenním obléhání Svaté město dobyli. Na zabraném územím bylo založeno jeruzalémské království a vláda nad ním připadla Godefroyi z Bouillonu.
Brzy po skončení první křížové výpravy dorazila ke Konstantinopoli další křižácká vojska, sestávající z lombardských, francouzských a německých rytířů. Část křižáků dobyla v červnu 1101 Ankyru (Ankara), jež pak byla předána Byzantincům. V průběhu postupu severovýchodní Anatolií byli však tito křižáci přemoženi v bitvě u Mersivanu spojenými silami Kilič Arslána a Danišmendovců. Ostatní křižáci se vydali do Levanty přímou cestou na jih, přičemž se neúspěšně pokusili ovládnout Ikonium a u města Herakleia Kybistra (Ereğli) byli rozdrceni Seldžuky. Jen nemnoha přeživším se podařilo dojít do Svaté země.

### Zápas o Antiochii

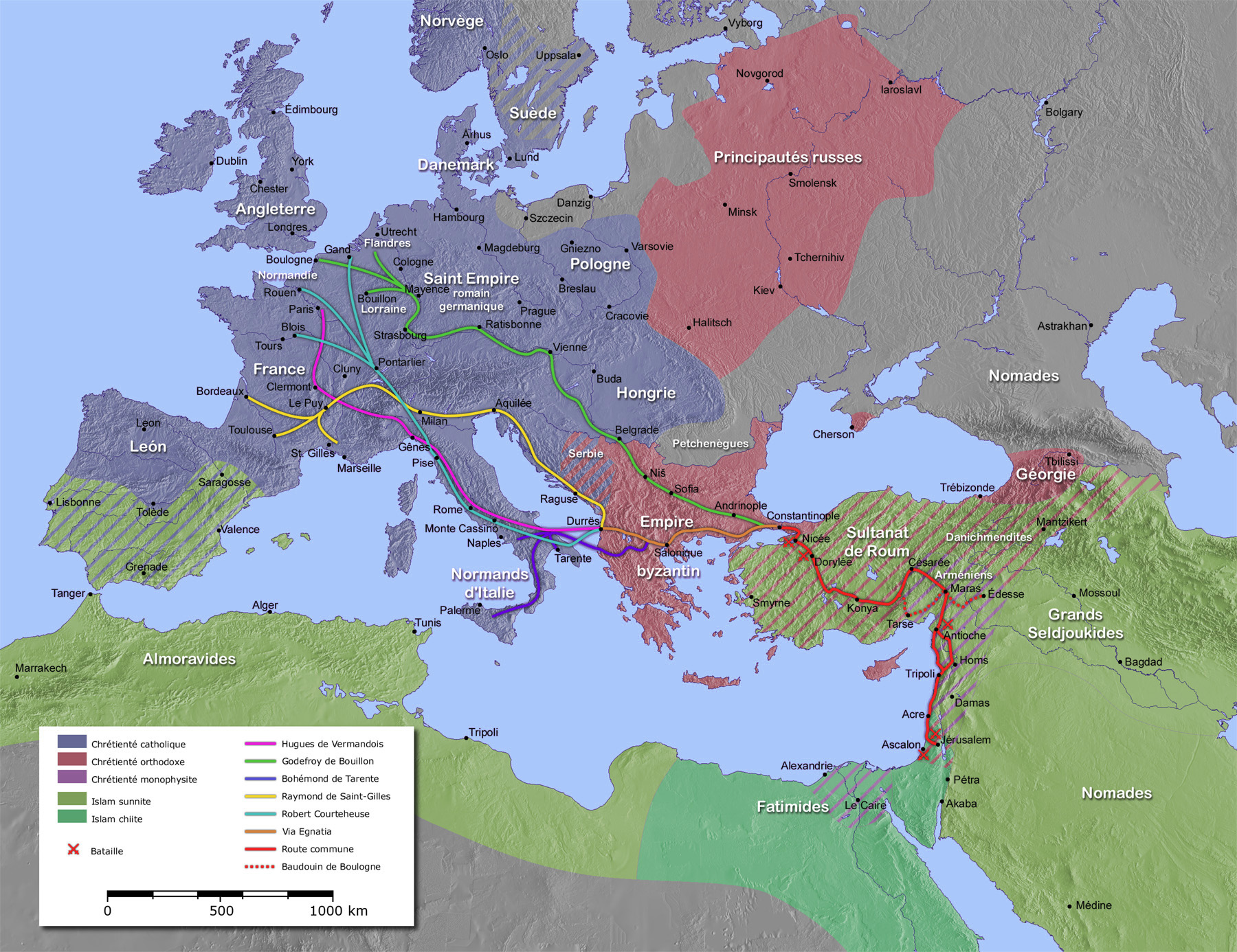
Mapa první křížové výpravy

Vznik samostatných křižáckých států v Levantě, především v Edesse a Antiochii, Alexia silně rozladil, neboť křižáci tím porušili dohodu uzavřenou v Konstantinopoli. Alexiovým obzvláště zarputilým protivníkem mezi křižáky byl Bohemund z Tarentu, jenž zamýšlel založit na Východě mocný normanský stát. V roce 1100 se Alexiovi zdánlivě naskytla příležitost k ovládnutí Antiochie, když Bohemund při výpravě proti městu Melitene (Malatya) upadl do danišmendovského zajetí. Bohemundův synovec Tankred se ovšem ustavil správcem antiochijského knížectví po dobu strýcovy nepřítomnosti a pokračoval v jeho agresivní politice. Císařské loďstvo, pomáhající křižákům při jejich první výpravě, dobylo v roce 1098 syrskou Latakii a několik kilických měst. Tankred se roku 1102 Latakie zmocnil a odejmul Alexiovi i Kilíkii. Nedlouho poté byl Bohemund vykoupen ze zajetí, nicméně v roce 1104 byl Seldžuky rozhodně poražen v bitvě u Harranu, jižně od Edessy. Byzantinci navíc znovu obsadili Latakii a vypudili Normany z Kilíkie. Tyto nezdary přiměly Bohemunda k odplutí do Evropy, kde chtěl nabrat posily nikoli k boji proti muslimům, nýbrž proti Alexiovi.
Po návratu do Itálie se Bohemund odebral do Říma, aby přesvědčil papeže Paschalise II. o nutnosti podniknutí výpravy proti byzantské říši, čímž se ještě více prohloubila trhlina ve vztazích mezi Východem a Západem. S papežovou podporou shromáždil nové početné vojsko tvořené hlavně rytíři z Francie a Itálie. V říjnu 1107 se pak Bohemund vylodil u Avlony (Vlorë) v Epiru a krátce nato zahájil obléhání Dyrrhachia, po jehož dobytí se podobně jako jeho otec chystal vytáhnout na Konstantinopol. Alexiovo loďstvo společně s Benátčany však přerušilo Bohemundovo spojení s Itálií a dopravilo čerstvé síly do sevřeného města. Bohemund téměř celý rok obléhal Dyrrhachium, ovšem nedostatek zásob a nemoci šířící se jeho ležením rozložily jeho vojsko. Alexios se obezřetně vyhýbal svedení otevřené bitvy, což Bohemunda přinutilo zahájit vyjednávání. V září 1108 byla uzavřena smlouva z Devolu, podle níž se Bohemund stal císařovým vazalem a Antiochie byla učiněna císařským lénem. Bohemundovy dalekosáhlé plány byly tímto ujednáním definitivně zmařeny. Potupený normanský válečník se na Východ již nikdy nevrátil a o tři roky později v Apulii zemřel. Tankred, který byl regentem v Antiochii, se odmítl řídit podmínkami smlouvy, jelikož neměl v úmyslu odevzdat město Alexiovi. Místo toho si s pomocí pisánského loďstva znovu podmanil Latakii a také Mopsuestii v Kilíkii. Alexios chtěl v roce 1111 uspořádat novou vojenskou expedici do severní Sýrie, od čehož ho ale jeho rádcové odvrátili. Císař se proto snažil Tankreda izolovat alespoň diplomatickými prostředky a za tímto účelem se pokusil zajistit si podporu jeruzalémského krále Balduina I. a papeže Paschalise II. Svrchovanost nad Antiochií si ale Byzantinci dokázali vynutit teprve v roce 1137.

### Poslední léta

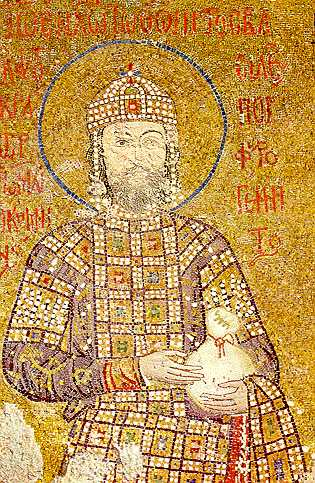
Jan II. Komnenos, Alexiův nástupce

Spojenectvím s Benátčany si Alexios znepřátelil Janovany a Pisánce, kteří od roku 1099 přepadali pobřežní oblasti říše. Pisánci rovněž dopomohli Normanům k získání Latakie. V říjnu 1111 s nimi Alexios uzavřel smlouvu, v níž se zavázal nebránit pisánským aktivitám v Levantě, a současně jim dovolil zřídit si v Konstantinopoli stálou kolonii. Benátská republika zůstala i přes omezení svého výsadního postavení spojencem císaře, jenž ujednáním s Pisánci usiloval o nalezení rovnováhy ve vztazích s italskými republikami.
Byzantské pozice v Malé Asii byly v téže době vystaveny vytrvalým přepadům a nájezdům turkických nomádů. V roce 1111 se Turkům dokonce podařilo překročit Helléspont, načež vnikli do Thrákie. O dva roky později oblehlo turecké vojsko čítající kolem 45 000 mužů Nikaiu, avšak jejich pokus o dobytí tohoto města ztroskotal, neboť byli Alexiovými vojáky překvapeni a poraženi u Dorylaia. V dalším roce musel císař čelit invazi Kumánů na Balkáně, čehož Turci vedení Malik Šáhem, seldžuckým sultánem Ikonia, využili k obnovení postupu. Na podzim 1116 vytáhl Alexios se svým vojskem proti sultánovi s cílem zasadit úder jádru tureckého panství v Anatolii. Při postupu na Ikonion se Byzantinci setkali jen se slabým odporem, za to narazili na velký počet řeckých uprchlíků, kteří se vydávali pod ochranu císaře. Poblíž města Philomelion (Akşehir) se Alexios neočekávaně rozhodl k návratu, ovšem na zpátečním pochodu byli Byzantinci napadeni Malik Šáhem. Podle podání Anny Komneny byl sultán přesvědčivě poražen, takže byl nucen žádat o mír. Navzdory byzantskému vítězství se Turci záhy zmocnili Laodikeie a vstoupili do údolí řeky Maiandros, čímž přerušili pozemní spojení Byzantinců s Attaleiou (Antalya). Alexios se chystal k novému tažení, v němž mu ale zabránil jeho špatný zdravotní stav.
Přestože už v roce 1092 Alexios ustavil svého syna Jana svým spoluvládcem a tím ho předurčil za následníka trůnu, císařova nejstarší dcera Anna Komnena, jež se proslavila sepsáním historického díla Alexias, usilovala spolu se svojí matkou Irenou Dukainou o prosazení nástupnictví svého manžela Nikefora Bryennia. Alexios trpěl několik posledních let života dnou a toto onemocnění naplno propuklo na počátku roku 1118. Během léta se císařovo zdraví dále zhoršovalo, Irena Dukaina tudíž nechala Alexia dopravit do svého paláce Mangana. Zde se ho ještě krátce před jeho smrtí Irena a Anna snažily bez úspěchu přesvědčit, aby Jana zbavil nástupnictví. V nočních hodinách 15. srpna 1118 předal umírající Alexios Janovi císařský prsten a nedlouho poté zemřel.

## Vnitřní politika
Stav říše byl v roce 1081 nadmíru vážný, což umocňovala skutečnost, že ztráta Anatolie připravila byzantskou státní pokladnu o významnou část daňových výnosů. Vzniklý výpadek příjmů musel být vyrovnáván na úkor zbývajícího obyvatelstva říše. Za Alexiova panování byly proto provincie tvrdě sužovány vysokými daněmi uvalenými z důvodu uhrazení obrovských výdajů vynakládaných na obranu říše. Poddaní byli vystaveni také stálé hrozbě nucených odvodů mužů k vojenské službě, ochuzujících hospodářství o nezbytné pracovní síly. Ačkoli v době, kdy se chopil moci, byl Alexios považován za jedinou naději na záchranu byzantského státu, brzy se stal všeobecně nenáviděným. Již před Alexiovým nástupem přišla nomisma, byzantská zlatá mince, o velkou část své hodnoty. Pokračující ničivé působení inflace vyvolalo v osmdesátých letech 11. století naprostý hospodářský chaos. Alexios tudíž v roce 1092 zavedl hyperpyron, jenž v dalších více než dvou stech letech představoval standardní zlatou minci v Byzanci. Trvalo však téměř dvacet let, než se konečně podařilo nastolit určitý pořádek v měnovém systému.

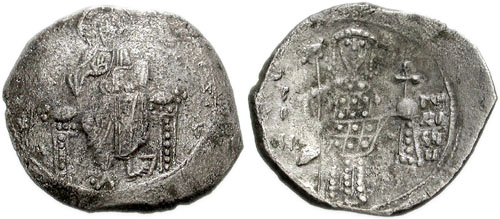
Mince Alexia Komnena

Alexiova politika se vyznačovala silným nepotismem. Vzhledem k okolnostem jeho nástupu na trůn se ale ani jiným způsobem než s podporou své rodiny a příbuzných nemohl udržet u moci. Alexios se nespokojil jen s tím, že členům komnenovského rodu a spřízněným magnátům propůjčoval vysoké státní úřady a nově vytvářené, vznešeně znějící tituly, nýbrž jim přenechával rovněž kontrolu nad určitými regiony. Jako odměnu za jejich loajalitu a poskytování vojenských služeb svěřoval příslušníkům byzantské aristokracie správu vybraných oblastí a tím i daňových příjmů. Tato praxe udělování pronií (pronoiai) byla ještě více uplatňována Alexiovými nástupci, třebaže z dlouhodobého hlediska nevyhnutelně přispěla ke snížení císařské autority a poklesu státních příjmů.
V náboženských záležitostech se Alexios snažil vyhýbat konfliktům. Některými svými nařízeními si přesto přinejmenším dočasně znepřátelil církev, když svěřil správu klášterních majetků světským činitelům a v roce 1082 zkonfiskoval církevní poklady, jež posloužily k uhrazení vysokých válečných nákladů. V teologických otázkách vystupoval jako nekompromisní obránce ortodoxie a v souladu s tím tvrdě potíral heretická hnutí paulikiánů a bogomilů, šířící se na Balkáně.

## Hodnocení
Alexios přestál sérii vážných krizí ohrožujících další trvání byzantské říše a nepochybně zastavil politický a morální rozklad, jenž nastal po smrti Basileia II. v roce 1025. Konsolidací říše přispěl k zahájení téměř sto let trvajícího období rozmachu byzantské moci. Moderní historikové však Alexiovi a jeho dvěma nástupcům vytýkají, že uskutečnili spíše dočasná a provizorní opatření. Stabilizace zahraničněpolitických i vnitřních poměrů říše byla vykoupena oslabením centralizované moci, zvýšením daňového zatížení, stejně jako rostoucí hospodářskou závislostí na italských republikách. Dále nedokázal zajistit zotavení byzantské ekonomiky, ani zamezit prohloubení vzájemného odcizení mezi Římem a Konstantinopolí. Alexiova pozice byla podkopávána fenoménem křižáckých tažení, majícím zásadní vliv na zhoršení vztahů mezi křesťany a muslimy. Některé z někdejších význačných byzantských držav, jako byla Antiochie, přešly do rukou západních rytířů a staly se trvalým zdrojem napětí mezi Byzantinci a Latiny. Při posuzování Alexia je ovšem nutné brát zřetel na rozsah úpadku byzantského státu v době, kdy se chopil vlády. Navíc jen málokterý byzantský císař prokázal při obraně svých poddaných takovou míru bojovnosti a rozhodnosti proti tak velkému množství nepřátel. Alexios dbal o obnovu císařské vojenské a námořní moci a mnohokrát vedl osobně byzantské vojsko do pole, což souviselo i s jeho snahou předejít možnému riziku vzpoury. Velice obratně si poradil s masami křižáků procházejícími byzantským územím, které mohly přivodit zánik říše.
Závažnou osobní slabinu Alexia představovalo jeho podléhání ženám, jež ho obklopovaly. Výrazný vliv si nad ním po jistý čas udržovaly Marie z Alanie a Anna Dalassena. Po nepříliš dobrovolném odchodu Anny Dalasseny do kláštera zaujala výraznou roli na císařském dvoře Irena Dukaina, jejíž vůli se Alexios nebyl schopen otevřeně vzepřít v mimořádně důležité otázce následnictví. Udržováním úzkých kontaktů s mocnými byzantskými aristokratickými rody, které prostřednictvím manželských svazků začlenil do své rozvětvené rodiny a pověřil je účastí na řízení státu, narušil tradici výlučnosti vládnoucí dynastie. Tato politika se sice setkala s určitým úspěchem, nicméně v budoucnu vedla k pozvolnému podkopávání efektivity císařské byrokracie. V důsledku Alexiovy politiky integrace aristokracie byli takřka všichni pozdější byzantští císaři spřízněni s rodem Komnenovců.